# Elecciones a la Asamblea Constituyente de Ecuador de 1944
Las elecciones para representantes constituyentes de 1944 determinaron quienes conformarían la Asamblea Constituyente de Ecuador de 1944, la cual tenía como objetivo la redacción de un nuevo texto constitucional para el país en reemplazo de la Constitución de Ecuador de 1906.
La conformación de una asamblea constituyente fue convocada por el presidente José María Velasco Ibarra para retornar el país al régimen constitucional luego de la Revolución de la Gloriosa que derrocó al régimen liberal de Carlos Arroyo del Río.

## Nómina de Representantes

### Provinciales
64 diputados provinciales
| Provincia                         | Diputado                           | Diputado                          |
| --------------------------------- | ---------------------------------- | --------------------------------- |
| Azuay                             | Octavio Chacón Moscoso             | Octavio Chacón Moscoso            |
| Azuay                             | Gonzalo Cordero Crespo             |                                   |
| Azuay                             | Rafael Cordero Tamariz             |                                   |
| Azuay                             | Gabriel Cevallos García            |                                   |
| Azuay                             | Rafael Galarza Arízaga             |                                   |
| Bolívar                           | Alfredo Silva del Pozo             | Alfredo Silva del Pozo            |
| Bolívar                           | Humberto del Pozo Saltos           |                                   |
| Bolívar                           | Ángel León Carvajal Llanos         |                                   |
| Cañar                             | Luis Ricardo García Beltrán        | Luis Ricardo García Beltrán       |
| Cañar                             | Ezequiel Cárdenas Espinoza         |                                   |
| Cañar                             | Alfonso Veintimilla Lituma         |                                   |
| Cañar                             | Manuel María Borrero González      |                                   |
| Carchi                            | Luis A. Rosero Calvachi            | Luis A. Rosero Calvachi           |
| Carchi                            | César Guerra Casares               |                                   |
| Cotopaxi                          | Rafael Terán Coronel               | Rafael Terán Coronel              |
| Cotopaxi                          | Juan José León                     |                                   |
| Cotopaxi                          | Eduardo Vásconez Cuvi              |                                   |
| Cotopaxi                          | Sixto Lanas Quintana               |                                   |
| Chimborazo                        | Vicente Haro Alvear                | Vicente Haro Alvear               |
| Chimborazo                        | Daniel León Borja                  |                                   |
| Chimborazo                        | Alfredo Chiriboga Chiriboga        |                                   |
| Chimborazo                        | Humberto Gallegos Gallegos         |                                   |
| Chimborazo                        | David Altamirano Sánchez           |                                   |
| El Oro                            | Manuel Romero Sanchez              | Manuel Romero Sanchez             |
| El Oro                            | Eduardo Guzmán Matamoros           |                                   |
| El Oro                            | José A. Gómez González             |                                   |
| Esmeraldas                        | César Alberto Estupiñán Henriquez  | César Alberto Estupiñán Henriquez |
| Esmeraldas                        | Gustavo Becerra Ortiz              |                                   |
| Esmeraldas                        | Simón Plata Torres                 |                                   |
| Galápagos (Archipiélago de Colón) | Cornelio Izquierdo Arízaga         | Cornelio Izquierdo Arízaga        |
| Guayas                            | Francisco Arízaga Luque            | Francisco Arízaga Luque           |
| Guayas                            | Enrique Gil Gilbert                |                                   |
| Guayas                            | Alejandro Herrería Herrería        |                                   |
| Guayas                            | Flavio Ortiz Navarro               |                                   |
| Guayas                            | Antonio Parra Velasco              |                                   |
| Guayas                            | Alfonso Larrea Alba                |                                   |
| Imbabura                          | Luis F. Madera Negrete             | Luis F. Madera Negrete            |
| Imbabura                          | Alberto Moreno Andrade             |                                   |
| Imbabura                          | Luis Ernesto Monge Sandoval        |                                   |
| Loja                              | Miguel Ángel Aguirre Sánchez       | Miguel Ángel Aguirre Sánchez      |
| Loja                              | Ernesto Rodríguez Witt             |                                   |
| Loja                              | Máximo Agustín Rodríguez Jaramillo |                                   |
| Loja                              | Eduardo Ludeña Astudillo           |                                   |
| Los Ríos                          | Manuel E. Quintana Miranda         | Manuel E. Quintana Miranda        |
| Los Ríos                          | Sergio León Aspiazu                |                                   |
| Los Ríos                          | Gilberto Miranda N.                |                                   |
| Los Ríos                          | Guillermo Baquerizo Jiménez        |                                   |
| Los Ríos                          | Marco Tulio Guerra Borja           |                                   |
| Manabí                            | Aquiles Valencia Aguirre           | Aquiles Valencia Aguirre          |
| Manabí                            | Agustín Vera Loor                  |                                   |
| Manabí                            | Sergio Plaza Acosta                |                                   |
| Manabí                            | Armando Espinel Mendoza            |                                   |
| Manabí                            | José Santos Rodríguez              |                                   |
| Santiago Zamora                   | José Morales                       | José Morales                      |
| Napo Pastaza                      | Nicolás Kingman Riofrío            | Nicolás Kingman Riofrío           |
| Pichincha                         | Manuel Elicio Flor Torres          | Manuel Elicio Flor Torres         |
| Pichincha                         | Juan Isaac Lovato Vargas           |                                   |
| Pichincha                         | Alfonso Zambrano Orejuela          |                                   |
| Pichincha                         | Gustavo Buendía Jácome             |                                   |
| Pichincha                         | José María Plaza Lasso             |                                   |
| Tungurahua                        | José Javier Villagómez Cobo        | José Javier Villagómez Cobo       |
| Tungurahua                        | Héctor Vásconez Valencia           |                                   |
| Tungurahua                        | Alfredo Coloma Silva               |                                   |
| Tungurahua                        | Nicolás Dueñas Ibarra              |                                   |

### Funcionales
34 diputados funcionales
| Función                    | Diputado                       | Diputado                       | Sector                   |
| -------------------------- | ------------------------------ | ------------------------------ | ------------------------ |
| Trabajadores               |                                | Manuel Agustín Aguirre Ríos    | -                        |
| Trabajadores               | Pedro Saad Niyaim              |                                | -                        |
| Trabajadores               | Víctor Hugo Briones Urquiza    |                                | -                        |
| Trabajadores               | Neptalí Pacheco León           |                                | -                        |
| Trabajadores               | Miguel Ángel Guzmán M.         |                                | -                        |
| Trabajadores               | Carlos Ayala Cabanilla         |                                | -                        |
| Universidades              | Julio Enrique Paredes Cevallos | Julio Enrique Paredes Cevallos | Universidad de Quito     |
| Universidades              | Rafael Mendoza Avilés          | Rafael Mendoza Avilés          | Universidad de Guayaquil |
| Universidades              |                                | Carlos Cueva Tamariz           | Universidad de Cuenca    |
| Universidades              | José Miguel Carrión Mora       | José Miguel Carrión Mora       | Universidad de Loja      |
| Fuerzas Armadas            | Carlos A. Pinto Díaz           | Carlos A. Pinto Díaz           | Ejército                 |
| Fuerzas Armadas            | Pedro Concha Enríquez          | Pedro Concha Enríquez          | Armada                   |
| Fuerzas Armadas            | Luis E. Jarrín G.              | Luis E. Jarrín G.              | Aviación                 |
| Agricultura                | Guillermo Bustamante Cevallos  | Guillermo Bustamante Cevallos  | Sierra                   |
| Agricultura                | J. J. Espinosa                 |                                | Sierra                   |
| Agricultura                | Carlos Zambrano Orejuela       |                                | Sierra                   |
| Agricultura                | Luis Alberto Avilés Robinson   | Luis Alberto Avilés Robinson   | Litoral                  |
| Agricultura                | Juan J. Rocha M.               |                                | Litoral                  |
| Agricultura                | Marcos Espinel Mendoza         |                                | Litoral                  |
| Industria                  | Gregorio Ormaza Eguez          | Gregorio Ormaza Eguez          | -                        |
| Industria                  | Abel Romeo Castillo Castillo   |                                | -                        |
| Comercio                   | Rafael A. Lasso M.             | Rafael A. Lasso M.             | -                        |
| Comercio                   | Francisco Calderón S.          |                                | -                        |
| Obreros Católicos          | César Enrique Coronel Robles   | César Enrique Coronel Robles   | -                        |
| Obreros Católicos          | Emilio Cárdenas L.             |                                | -                        |
| Estudiantes Universitarios | José María Roura Cevallos      | José María Roura Cevallos      | -                        |
| Estudiantes Universitarios | R. Alejandro Idrovo Rosales    |                                | -                        |
| Educación Secundaria       | Jaime Chávez Ramírez           | Jaime Chávez Ramírez           | -                        |
| Educación Primaria         | Emilio Uzcátegui García        | Emilio Uzcátegui García        | Sierra                   |
| Educación Primaria         | Eloy Velázquez Cevallos        | Eloy Velázquez Cevallos        | Litoral                  |
| Periodismo                 | Gustavo Vallejo Larrea         | Gustavo Vallejo Larrea         | Sierra                   |
| Periodismo                 | Leopoldo Benites Vinueza       | Leopoldo Benites Vinueza       | Litoral                  |
| Colegios Particulares      | Efraín Camacho Santos          | Efraín Camacho Santos          | -                        |
| Raza Indígena              |                                | Ricardo Paredes Romero         | -                        |

Fuente:

## Legisladores que dejaron sus curules
| Diputado                    | Función      | Motivo        | Reemplazo              | Ref.  |
| --------------------------- | ------------ | ------------- | ---------------------- | ----- |
| Víctor Hugo Briones Urquiza | Trabajadores | Fallecimiento | Nela Martínez Espinoza | [ 3 ] |